# Забел (село)
Забел (болг. Забел) — село в Болгарии. Находится в Перникской области, входит в общину Трын. Население составляет 31 человек. Расположено у подножия горы Руй.

## Политическая ситуация
Забел подчиняется непосредственно общине и не имеет своего кмета.
Кмет (мэр) общины Трын — Станислав Антонов Николов (Граждане за европейское развитие Болгарии (ГЕРБ)) по результатам выборов.